# B.B. Jacques
B.B. Jacques, né le 2 février 1998, est un rappeur français d'origine libanaise originaire de Courbevoie, dans les Hauts-de-Seine.

## Biographie

### Origines
B.B. Jacques est originaire de Courbevoie, dans les Hauts-de-Seine. Il est né en France, mais ses origines sont libanaises. Son identité reste néanmoins inconnue.

### Pseudonyme
En octobre 2021, B.B. Jacques s'exprime à propos de son pseudonyme. Dans un premier temps, les deux premières lettres, où diverses explications se font face. Il explique que cela se réfère à l'artiste de blues BB King. Parmi les autres possibilités évoquées par Mouv' début 2022 se trouvent une référence à Blackbird, marque de whisky, ou à Bluebird, poème de Charles Bukowski. En fin de compte, c'est un peu tout et rien à la fois.
Quant au « Jacques », l'artiste parle d'une référence à Jacques Chirac. Toutefois, dans le morceau Boom Boom, il dit « au fait, je m’appelle Jacques parce que c’était déjà pris « Nique Ta Mère » (NTM) ». Le lien avec l'ancien président peut s'expliquer par son action de 2006, lui qui a fait venir des Libanais en France pendant la guerre.
Il est surnommé BBJ, Blackbird, Jacques, le cques-J' ou encore Tino.

### Carrière

#### 2020: les débuts
La carrière de B.B. Jacques commence en 2020, avec la parution de quatre singles. Le premier, Hérésie, est déjà mis en avant de manière intéressante et avec une direction artistique bien en place, puisqu'il utilise l'auteur et poète Charles Bukowski pour promouvoir son morceau sur son compte Instagram. Tout est en place, le plan de carrière est établi et précis.

#### 2021:La nuit sera calme
Pendant l'année 2021, B.B. Jacques partage trois EPs, qui ne forment au final qu'une mixtape augmentée, du nom de La nuit sera calme, comme le roman de Romain Gary. La pochette des sorties est d'ailleurs une référence aux couvertures des livres de la maison d'édition Gallimard. De plus, la tracklist des deux premiers EPs forme des poèmes, en référence à Marine de Paul Verlaine.
En fin d'année 2021, B.B. Jacques remporte le concours du Chroniqueur Sale en collaboration avec Groover.

#### 2022-2023: Nouvelle École et deux albums
Début février 2022, au moment de la sortie de son deuxième album, Poésie d'une pulsion, il est présenté par Mouv' comme « l’un des noms à suivre en ce début d’année ». Le second volume de ce projet est teasé le 11 mai 2022 avec le morceau Odyssée, et sort le 20 du même mois.
B.B. Jacques est révélé au grand public grâce à la saison 1 de la série Netflix Nouvelle École, qui met en avant les nouveaux talents. Elle est tournée en septembre 2021 et diffusée en juin 2022. Sa « proposition artistique est inédite dans le paysage rap francophone » pour la radio Mouv'. Lors de sa présentation au jury de l'émission, B.B. Jacques dit que « ça fait 10 ans que j’écris, 7 ans que je structure une direction artistique, 5 ans que je fais une équipe et 11 mois que je suis dans le game ».
Son parcours s'arrête aux battles, mais cela lui permet d'augmenter ses streams de 200% et de gagner près de 10 000 abonnés sur les réseaux sociaux. De plus, Poésie d’une pulsion, part II entre dans le Top Albums du SNEP, en 111e position, et le freestyle Booska Fuck Off, réalisé pour Booska-P, dépasse le million de vues.
En décembre, B.B. Jacques s'est fait une place dans le rap francophone, il est « un immanquable de la scène 2022 » pour Aficia. En novembre 2022, il est invité par Colors pour un morceau exclusif, Rainbow. Pour Raplume, B.B. Jacques pose sur Chaos le mois précédent.
Il sort les 17 titres de New Blues, Old Wine le 2 décembre 2022. Le titre du projet est éponyme de son label, NBOW. Le projet est réédité en fin d'année 2023, avec un titre supplémentaire, Pétales avec Oxmo Puccino sorti en septembre, et la version studio de Rainbow est remplacée par celle du Colors.

#### 2024: Deux EPs etBlackbird
Au mois de mars 2024, B.B. Jacques dévoile un EP de trois titres intitulé Horizon 25. Le projet, sorti par surprise, est accompagné d'un court métrage de six minutes. Celui-ci est suivi au mois de juillet par un deuxième EP de même durée, Honeymoon, également accompagné d'un court-métrage. « Une vidéo sous forme de mini-film dans lequel on retrouve les 3 morceaux de l'EP, avec des textes qui parlent d'amour, de voyage, et qui se termine par un egotrip bien efficace », selon Générations, qui le qualifie de « jeune prodige ».
Début septembre, B.B. Jacques partage le single Bitches & Ryads et annonce dans la foulée la sortie de son quatrième album, BlackBird, pour le 4 octobre. Lors d'un concert exclusif à la Gaîté Lyrique de Paris le 25 septembre, les auditeurs découvrent le projet en avant-première. Il est long de 14 pistes et comprend des featurings avec Jolagreen23 (sur le morceau Extramiles), Jok'Air (Tous les jours) et VillaBanks (La Folie)[réf. nécessaire].
Les affiches de promotion de cet album ont les mots suivants : « Le nom est bizarre, le style est singulier, les paroles sont incompréhensibles, y'a très peu d'rimes, voire pas d'rimes, il articule peu, il parle comme un poète ».

## Style
B.B. Jacques est reconnu pour son style unique et original, spontané et authentique. Son rap ne comporte que peu de rimes et les placements sont parfois à contre-temps. Pour Mouv', « il place l'interprétation au cœur de son art ce qui le rend, pour certains, trop extrême pour être écouté (...). Mais cette brutalité, volontairement mise en avant, fait également sa force ». Il propose des rimes techniques et des morceaux sans refrains chantés.
Dans ses textes, l'artiste dévoile ses facettes les plus intimes, « un genre de poète moderne, qui troque les rimes d'égo-trip recyclées du rap pour une version plus franche, plus vraie ». L'expression « fuck off » a une place centrale dans sa musique et fait office de signature, tout comme des références littéraires à des artistes comme Bukowski, Balzac, Baudelaire ou Proust,. Pour Canal+, sa musique est marquée par « les réflexions nocturnes, les exercices de style (métaphores, assonances, allitérations, tout y passe), la sobriété des productions, les pas de côté salutaires et ce goût pour les textes semblables à des romans noirs ».

## Discographie

### Albums studio
- 2022 : Poésie d'une pulsion
- 2022 : Poésie d'une pulsion, part.II
- 2022 : New Blues, Old Wine
- 2024 : Blackbird

### Mixtape
- 2021 : La nuit sera calme

### EPs
- 2020 : Phéromone
- 2021 : La nuit sera calme vol. 1
- 2021 : La nuit sera calme vol. 2
- 2021 : La nuit sera calme vol. 3
- 2022 : NDSM & Intérieur Scandinave
- 2024 : Horizon 25
- 2024 : Honeymoon

### Apparitions
- 2020 : Kooking feat. B.B. Jacques - Éclaircie
- 2022 : B.B. Jacques - Chaos (sur l'album Le soleil se lèvera à l'Ouest du média Raplume)
- 2023 : Nahir feat. B.B. Jacques - ATVF (sur l'album Intégral #2 POV)
- 2023 : B.B. Jacques & Roshi - Toxic (sur l'album Miel du média Raplume)
- 2024 : BEN plg feat. B.B. Jacques - Étoiles et satellites (sur l'album Dire je t'aime)
- 2024 : Youssoupha feat. B.B. Jacques - Jusqu'à la Folie (sur l'EP Les Préliminaires)
- 2025 : Sneazzy feat. B.B. Jacques - F**k un dick eating (sur l'album Derrière l'horizon...)